# Mariejosephin Schneider
Mariejosephin Schneider (* 12. Januar 1976 in Ost-Berlin) ist eine deutsche Regisseurin und Drehbuchautorin, die auch als Produzentin, in der Aufnahmeleitung, als Regieassistentin und im Schnitt tätig ist.

## Leben
Mariejosephin Schneider wurde als Tochter der Filmeditorin Inge Schneider in Ost-Berlin geboren. Gemeinsam mit ihren Eltern verließ sie Ende der 1970er Jahre die DDR. Die Familie zog nach Westberlin. Sie reiste nach dem Abitur durch die Vereinigten Staaten und Mexiko und assistierte zunächst in Berlin bei verschiedenen Filmproduktionen (Szenenbild und Produktion), anschließend übernahm sie diverse Regieassistenzen. Sie studierte an der Deutschen Film und Fernsehakademie Berlin (dffb), an der sie 2002 aufgenommen wurde.
2010 dreht sie den Kurzfilm Jessi, für den sie beim Europäischen Filmpreis 2011 in der Kategorie Bester Kurzfilm nominiert wurde. Für diesen Film erhielt sie 2010 den Helene-Schwarz-Preis und den Sonderpreis bei der Verleihung des Deutschen Kurzfilmpreises. 2013 wurde sie beim Filmfest Dresden für den Film Das Geschenk mit dem Filmförderpreis der Sächsischen Kunstministerin ausgezeichnet. Ihr Langspielfilmdebüt gab sie mit dem Episodenfilm Notes of Berlin. Die Dreharbeiten begannen 2015, die Produktionszeit zog sich jedoch hin, wegen geringer Förderung, aber auch weil sie zwischendurch Mutter wurde. Der Film wurde schließlich 2020 uraufgeführt und bei den 42. Biberacher Filmfestspielen 2020 mit drei Bibern ausgezeichnet (Bester Debütfilm, Publikumspreis und Preis der Schülerjury).
Für die Mutter der Regisseurin, Inge Schneider war die Mitwirkung beim Schnitt von Notes of Berlin den Schnitt, das letzte Projekt vor ihrem Tod.
Mariejosephin Schneider ist Mitglied der Europäischen Filmakademie.

## Filmografie
- 2003: Unterwasser (Kurzfilm, 16-mm-Film)
- 2006: Wir sagen Du! Schatz. (Regieassistenz)
- 2007: Love Hurts (Kurzfilm in Zusammenarbeit mit Döndü Kılıç)
- 2010: Jessi (Kurzfilm)
- 2012: Das Geschenk (Kurzfilm)
- 2020: Notes of Berlin (Episodenfilm)

## Auszeichnungen
- 2010: Helene-Schwarz-Preis –  1. Preis für Jessi
- 2010: Deutscher Kurzfilmpreis – Sonderpreis für Jessi[5]
- 2013: Filmfest Dresden – Filmförderpreis der Sächsischen Kunstministerin für Das Geschenk
- 2020: Biberacher Filmfestspiele  – Bester Debütfilm, Publikumspreis und Preis der Schülerjury für Notes of Berlin